# Березовский, Ефим Матвеевич
Ефим Матвеевич Березовский (1913, Саврань, Подольская губерния — 2011, Москва) — участник Великой Отечественной войны, командир 2-й батареи 692-го артиллерийского полка 240-й стрелковой дивизии 38-й армии Воронежского фронта, Герой Советского Союза, старший лейтенант (на момент присвоения звания Героя).

## Биография
Родился 8 февраля 1913 года в семье крестьянина села Саврань Подольской губернии. Еврей.
В 1935—1938 годах служил в РККА. В 1941 году окончил Московский железнодорожный техникум. Работал старшим электромехаником на ст. Ясиноватая (Донецкая область).
В 1941 году был призван в армию; в боях Великой Отечественной войны — с февраля 1942 года. Отличился при форсировании Днепра. 28 сентября 1943 года в числе первых в полку преодолел реку в райне села Лютеж (Вышгородский район Киевской области), на правом берегу оказал огневую поддержку подразделениям в боях за удержание и расширение плацдарма. В ходе отражения 11 контратак нанёс врагу большой урон. Член КПСС с 1942 года.
Указом Президиума Верховного Совета СССР «О присвоении звания Героя Советского Союза генералам, офицерскому, сержантскому и рядовому составу Красной Армии» от 10 января 1944 года за «образцовое выполнение боевых заданий командования на фронте борьбы с немецко-фашистскими захватчиками и проявленные при этом отвагу и геройство» с вручением ордена Ленина и медали «Золотая Звезда» (№ 2243).
С 1945 года находился в запасе. В 1949 года окончил Ленинградский институт инженеров железнодорожного транспорта.

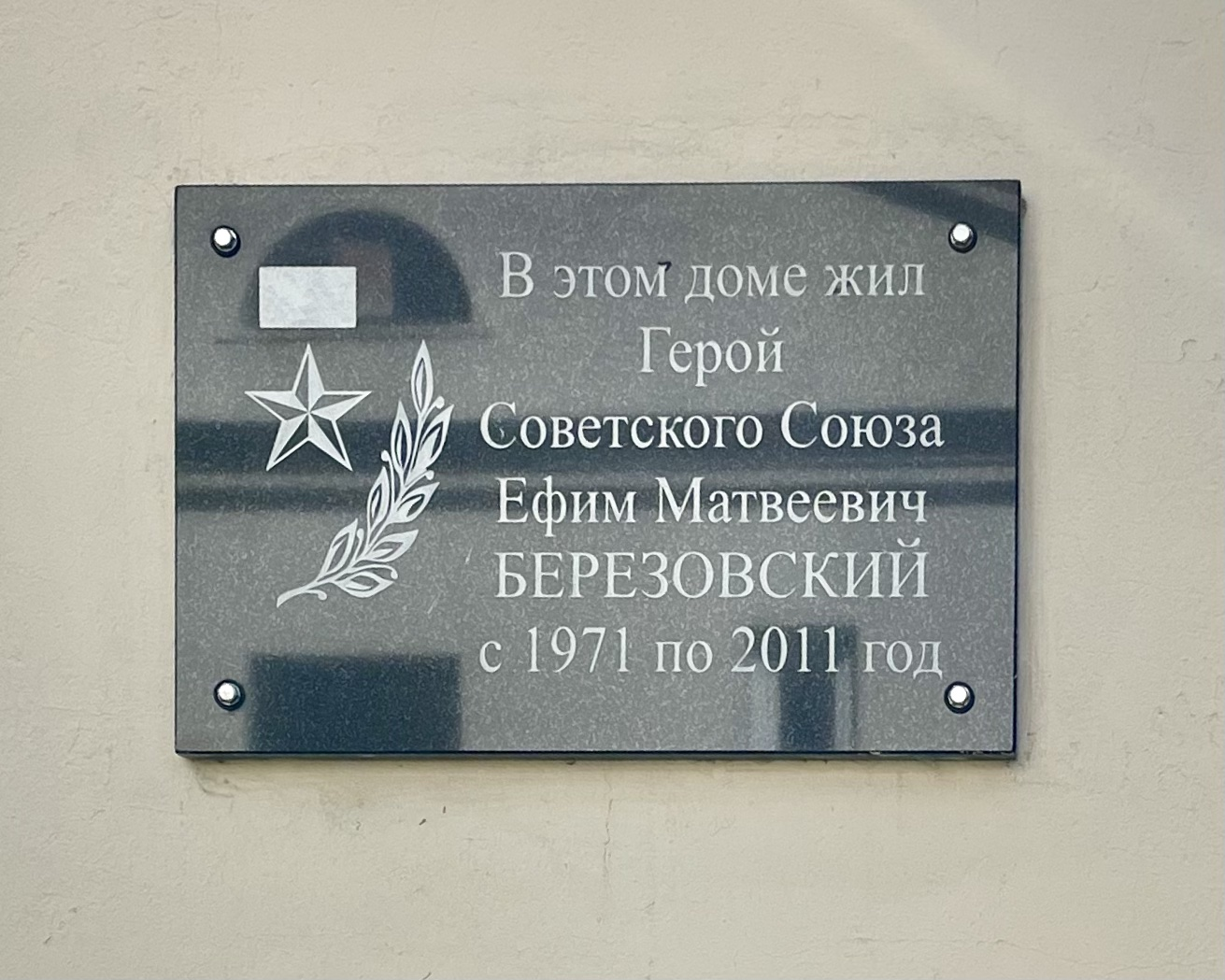
Памятная табличка на доме 143 по Палехской улице в Москве

Жил в Москве, на Палехской улице. Работал во Всесоюзном тресте электромеханических заводов. Почётный гражданин города Лозовая, Харьковская область, Украина.
Умер 19 декабря 2011 года в Москве. Похоронен на Бабушкинском кладбище (участок старого кладбища). В Москве на доме 143 по Палехской улице, где Е. М Березовский жил с 1971 по 2011 год, установлена мемориальная табличка.

## Награды
- Орден Ленина (10 января 1944)
- Орден Красного Знамени (19 января 1945)
- Орден Александра Невского (№ 7490 от 24 февраля 1944)
- Орден Отечественной войны 1-й степени (15 октября 1943)
- Орден Отечественной войны 1-й степени (06 апреля 1985)
- Орден Красной Звезды (06 мая 1944)
- Орден Трудового Красного Знамени
- Медаль «За отвагу» (31 октября 1942)